# Olle Rimfors
Olof Alfred (Olle Rimfors, ursprungligen Andersson, född 14 maj 1896 i Viby socken, Örebro län, död 26 februari 1994 i Åre, var en svensk skidpionjär, gymnastikdirektör och idrottsledare. Han var en av banbrytarna för den alpina skidtekniken i Sverige och introducerade tillsammans med Sigge Bergman utförsåkningen i Sverige 1934 genom boken På skidor i Alperna, som bygger på deras alpina skidstudier i Hannes Schneiders berömda skidskola i St. Anton am Arlberg under två månader 1934. Under denna studieresa tävlar Rimfors också för Sverige vid alpina VM i St Moritz där han hamnar på 37:e plats i slalom och 39:e plats i störtlopp.

## Skidkarriär

### De tidiga åren med längdåkning och backhoppning
Som fyraåring fick han sina första skidor i julklapp år 1900. Då han aldrig tidigare sett ett par skidor blev han autodidakt efter ihärdigt övande på höjderna ovanför byn Vretstorp där han bodde fram till 1903 då han flyttade till Örebro med familjen. År 1912 gick Rimfors med i Skidfrämjandet (numera Friluftsfrämjandet) och började kort därefter en karriär som längdåkare och backhoppare. Han vann tre DM i Västmanland-Närke för Örebro Sportklubb, i backhoppning 1921 och nordisk kombination, s.k. kombinerad tävlan, 1921 och 1922. Han segrade även i tävlingen om Ebersteins armépris på skidor 1924 och i Norrlandofficerarnas statyettävling på skidor, NOVOS, 1920, 1922, 1924 och 1930.

### 1930-talet när utförsåkning och alpin skidsport exploderar
Från 1927 var Rimfors skidinstruktör för Skidfrämjandets kurser i skidteknik och utförsåkning i Storlien. Arbetet inom Skidfrämjandet, framför allt genom skidkurserna, gjorde Rimfors känd i skidkretsar, men det var inte förrän 1931 när han debuterade som författare med boken Handbok i skidlöpning – del 1 som han blev känd över hela landet. Samma år spelade han in skidfilmen Tre män på skidor tillsammans med Gunnar Dyhlén och Folke Thörn, en propagandafilm för utförsåkning och Skidfrämjandets turiststationer i Rämshyttan, Storlien och Riksgränsen. Samtidigt spreds Rimfors akrobatiska färdigheter över svenska fjällvärlden genom hans skidvolter på vykort.
Efter hemkomsten från Alperna 1934 började Rimfors propagera för alpin skidåkning enligt Arlbergtekniken han lärt sig i Hannes Schneiders skidskola. Den 2 januari 1935 bildar han tillsammans med Ivar Holmquist, Gunnar Dyhlén, Folke Thörn och Helge Lindau Sveriges första slalomklubb, Skidfrämjandets slalomklubb. Rimfors var också med om att bilda Sveriges första skidskola, Skidfrämjandets skidskola i Storlien och Riksgränsen, som tar in sina första elever under nyåret 1934–35. Samma vinter lanserar han tillsammans L.A. Jonssons skidfabrik i Östersund den första svensktillverkade slalomskidan, modell Kapten Rimfors.
Efterföljande år anlade Rimfors ett fyrtiotal skidbackar, framför allt i Jämtland och Härjedalen, men även på en rad andra platser i Sverige, däribland i Bruksvallarna, Bräcke, Bydalen, Edsbyn, Funäsdalen, Klövsjö, Storlien, Sundsvall, Tänndalen, Tärnaby, Vemdalen, Åre, Östersund. Efter att ha arbetat för ett nationellt mästerskap i aplin skidåkning blev han arrangör och tävlingsledare för Sveriges första SM i slalom som hålls i Gustavsbergsbacken på Frösön i Östersund den 4 april 1937. Den 27 juni samma år instiftade Rimfors tillsammans med Skidfrämjandet och Svenska skidförbundet Svensk skidlärarexamen efter österrikisk modell, detta för att reglera skidlärarfrågan, och mellan den 1 och 5 februari 1938 examinerades de första skidlärarna i Sverige.

### Organisation, föreningar och fjällräddning
År 1939 stiftade Rimfors tillsammans med Gustaf Birch-Lindgren, David Jonason, Sven Swärd m.fl. Svenska Iglooklubben, vars huvuduppgift är att främja långfärder vintertid i högfjället. År 1958 grundade Olle Rimfors Svenska Skidlärarföreningen och var även dess förste ordförande (interimsordförande från januari 1957). Han var också styrelseledamot i Skidfrämjandet, överledare för den jämtländska fjällräddningen mellan 1929 och 1965 och ledare och tränare för det alpina landslaget vid Olympiska vinterspelen 1948 och 1952.
Under perioden 1948–1958 var Rimfors ordförande i Svenska skidförbundets slalomkommitté, föregångaren till dagens alpina kommitté (AK). Mellan 1950 och 1966 var Olle Rimfors chef över skidskolan vid Skid- och friluftsfrämjandets fjällanläggningar i Sälen, Storlien, Hemavan och Riksgränsen.

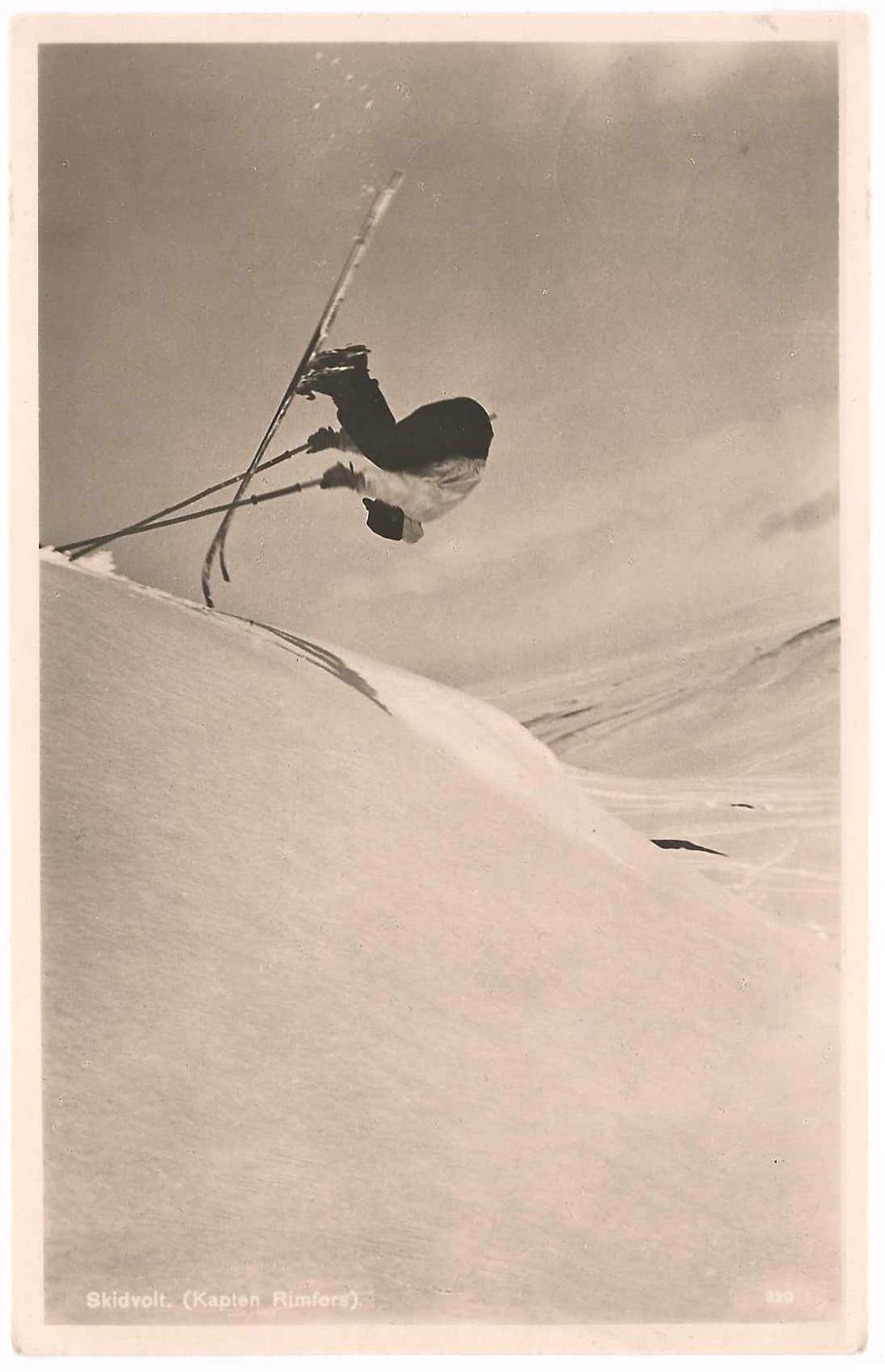
Skidpionjären Olle Rimfors gör en stavvolt/framåtvolt med lös häl i Storlien 1931.

År 2010 utkom biografin Olle Rimfors skidfärd – en resa genom utförsåkningens historia på Jengel förlag.

## Produkter
Olle Rimfors har bidragit till skidutrustningens utveckling med skidbindningar, slalomskidor, skidstavar och skidvalla, och var den förste i Sverige att rationalisera vallningsmetodiken med sin vallningstabell. I slutet av 1920-talet utvecklade Rimfors också den ändamålsenliga fjällpulkan Rimforspulkan för sina vinterexpeditioner i fjällvärlden. Fjällpulkan är åter i produktion, och likaså Rimforsstaven.
- Löjtnant Rimfors skidbindning, från 1922 av AB Randfabriken Cimbria i Simrishamn
- Rimfors vallningstabell, från 1927 genom EM Björnson i Östersund
- Rimforspulkan, egen tillverkning, därefter av Sollefteå skidfabrik och sedan av Solatun Sport i Sollefteå
- Rimfors skidvalla, genom EM Björnson i Östersund. Fanns i klistervalla (nr 1), klibbvalla, (nr 2), kallvalla (nr 3) och Rimfors Glid.
- Rimforsstaven, från 1933 tillsammans med AB Englund & Kjelsson i Östersund
- Kapten Rimfors slalomskida, från vintern 1934–35 av L.A. Jonssons skidfabrik i Östersund
- Rimfors-Bergmans hårdgrundvalla, från vintern 1934–35 av Skidfrämjandet

## Filmografi
- Tre män på skidor, 1931 (Skidfrämjandet och AMF)
- På skidor i Alperna – skidsportliv i Österrike och Schweiz, 1934 (privat)
- Igloo, 1936 (SF)
- Rationell Skidträning, 1937 (AMF)
- Fältjägarregementet, 1946 (AMF)
- Militär skidutbildning, 1955 (AMF)
- Snöbivack, 1957 (AMF)
- Pulkdragning, 1957 (AMF)
- Med Gymnastik- och Idrottsskolan i Storlien,  1957 (AMF)